# Leone dalle Carceri
Leone Dalle Carceri (Verona, fine XII secolo – dopo 1243) è stato un politico italiano e magistrato italiano, appartenente a una nobile famiglia veronese. Fu podestà di Mantova nel 1222 e di Verona nel 1226, nonché protagonista delle lotte tra le fazioni cittadine durante l’affermazione di Ezzelino III da Romano nell’Italia comunale..

## Biografia
Nacque a Verona alla fine del XII secolo in una famiglia nobile legata da tempo alle istituzioni comunali. Un consanguineo, Giberto, aveva ricoperto la carica di podestà di Verona nel 1173. La casata Dalle Carceri acquisì vasti possedimenti nell'isola greca di Eubea (all’epoca nota come Negroponte) in seguito alla IV crociata, proprietà confermate nel 1210 e mantenute fino alla conquista ottomana del 1490.
Torello Dalle Carceri fu vicino politicamente al conte Rizzardo di Sambonifacio, capo di una potente fazione nobiliare della città natia. Nel 1217, un suo parente, Rotondello Dalle Carceri, era annoverato tra i principali sostenitori del conte. Nel 1222, come detto, Torello fu nominato podestà di Mantova, città che in quel momento si mostrava vicina alle posizioni del Sambonifacio.
Nel dicembre 1225 la sua alleanza con Rizzardo si spezzò: in occasione dell’elezione del nuovo podestà di Verona per l’anno successivo, il conte impose il milanese Guifredo da Pirovano. Torello, a capo del gruppo dei Quattuorviginti, rifiutò la nomina e si alleò con i Monticoli, una fazione tradizionalmente avversa al conte e vicina ad Ezzelino da Romano. Il 29 dicembre scoppiarono scontri armati che si conclusero con la vittoria dei Monticoli e dei Quattuorviginti. Il podestà venne imprigionato, Rizzardo esiliato, e Torello fu proclamato capitano del partito. Dal febbraio al 3 giugno 1226 ricoprì la carica di podestà di Verona.
L’alleanza tra Monticoli e Quattuorviginti fu presto minata dalla politica imperiale. In occasione della convocazione della Dieta di Cremona da parte di Federico II, Verona si spaccò: i Monticoli sostenevano un’alleanza con la Lega antifedericiana (Vicenza, Mantova), mentre Torello e i Quattuorviginti propendevano per l'appoggio all'imperatore. La decisione di aderire alla lega antifedericiana, presa l’11 aprile 1226, segnò l’isolamento di Torello.
Non è chiaro cosa accadde nei mesi successivi. Secondo alcune fonti, Torello avrebbe liberato Rizzardo di Sambonifacio dalla prigione, causando la sua decadenza politica. Fu quindi sostituito da Ezzelino da Romano, che assunse la podesteria il 4 giugno 1226. Tuttavia, alcuni storici, tra cui Giuseppe Simeoni, ritengono che la sostituzione sia dovuta più a un declino del suo prestigio che a un reale tradimento.
Durante il dominio di Ezzelino, il partito del Sambonifacio fu perseguitato; le case degli avversari politici furono abbattute. Tuttavia, nel giugno 1227, la pace imposta a Nogara obbligò Ezzelino ad abbandonare Verona.
Nel 1231 Torello era nuovamente vicino al conte. Durante i tumulti del 7 aprile, fu esiliato con il suo alleato e con i membri delle fazioni Quattuorviginti e Monticoli. Nonostante ciò, durante la festa di San Pietro, Torello e il conte tentarono un’insurrezione che fallì: furono catturati e rinchiusi in gabbie di ferro nel palazzo comunale. Solo l’intervento dei rappresentanti di Padova e Mantova ne garantì la liberazione. Il 15 luglio venne sottoscritta una nuova pace, ma le case di Torello risultarono completamente distrutte.
Non si conosce l’anno esatto del suo ritiro dalla vita pubblica. Nel 1243, suo figlio Cossi Dalle Carceri occupava il castello di Gazo per conto di Ezzelino da Romano, ma fu catturato e ucciso dallo stesso, che lo accusava di tradimento. Le proprietà della famiglia, comprese le torri e le case di Torello e del consanguineo Puncinella, furono distrutte nel luglio dello stesso anno. Dopo questa data, non si hanno ulteriori notizie dirette su Torello, sebbene la famiglia Dalle Carceri abbia continuato a rivestire un ruolo di rilievo nella vita politica ed ecclesiastica veronese.